# 1138
1138 (MCXXXVIII) var ett skottår som började en normalår i den julianska kalendern.

## Händelser

### Mars
- 13 mars – Gregorio Conti utses till motpåve under namnet Viktor IV.

### Maj
- 29 maj – Motpåven Viktor IV avsäger sig sina anspråk på påvestolen.

### Oktober
- 28 oktober – Vid Boleslav III av Polens död delas Polen i fyra hertigdömen enligt hans testamente, och Polen blir ett seniorat.

## Födda
- Kasimir II av Polen, polsk storhertig.

## Avlidna
- 25 januari – Anacletus II, född Pietro, motpåve sedan 1130.
- 28 oktober – Boleslav III, kung av Polen.
- Arwa al-Sulayhi, regerande drottning av Jemen.